# Корозійна втома
Корозі́йна вто́ма (англ. corrosion fatigue) — руйнування металу під впливом періодичного динамічного навантаження (знакозмінних напружень) і корозійних середовищ.

## Загальні поняття
Усі інженерні споруди зазнають впливу зовнішніх факторів під час свого використання. Вченими-матеріалознавцями розробляються матеріали з високою питомою міцністю, однак ефективність цих матеріалів значною мірою залежить від схильності до корозійної втоми. Навколишнє середовище відіграє важливу роль у проявленні втоми високоміцних конструкційних матеріалів, таких як сталь, алюмінієві та титанові сплави. Схильність матеріалу до корозійно-втомного руйнування визначається його границею витривалості в умовах робочого середовища при заданих температурах та умовах навантаження і у значній мірі залежить від наявності домішок в основному матеріалі.
Крива втоми (крива Велера) металу у корозійному середовищі із збільшенням числа циклів безперервно знижується, на відміну від кривої втоми, отриманої для випробувань на повітрі, яка має горизонтальну ділянку, що характеризує границю витривалості. Таким чином корозійна втома металу характеризується відсутністю істинної границі витривалості і визначається так званою умовною границею витривалості при заданій базі випробування.
Конструкційні сталі при базі випробувань 2·107 циклів знижують границю витривалості в умовах атмосферної корозії до 20%, в прісній воді удвічі, в морській воді учетверо в порівнянні з границею витривалості на сухому повітрі. Неіржавні сталі, зазвичай мають, вищу корозійно-втомну міцність. Переважно, чим міцніша сталь, тим сильніше знижується її границя витривалості у корозійному середовищі: наприклад для сталі з границею міцності у 1000 МПа границя витривалості виявляється такою ж, як і для сталі з границею міцності у 400 МПа.

## Механізм корозійної втоми
При перебуванні металу в корозійному середовищі деякий час, границя його витривалості знижується, і конструкція у цілому уже не здатна витримувати до цього нормальних для неї напружень. Корозійна втома металу супроводжується розвитком міжкристалітних і транскристалітних тріщин, які руйнують метал зсередини. Розвиток тріщин йде, головним чином, в момент, коли металоконструкція зазнає навантажування. В результаті періодичних термічних напружень в металі захисна оксидна або будь-яка інша плівка на його поверхні руйнується. Корозійне середовище має вільний доступ до відкритої поверхні. Крізь поверхневі тріщини агресивне корозійне середовище також проникає вглиб металу, прискорюючи руйнування.

## Захист від корозійної втоми
Захист від корозійно-втомних руйнувань полягає у застосуванні катодного й протекторного захисту, нанесенні анодних покрить Zn, Al та Cd. Ці способи є особливо ефективними, якщо вони поєднуються з поверхневим обробленням (наклеп дробом, обкочування роликами, поверхневе гартування струмами високої частоти), при якому створюються сприятливі залишкові напруження стиску.